# Zeekrokodil
De zeekrokodil (Crocodylus porosus) is een krokodilachtige uit de familie echte krokodillen (Crocodylidae) en de onderfamilie Crocodylinae.

## Naam en indeling
De wetenschappelijke naam van de soort werd voor het eerst voorgesteld door Johann Gottlob Schneider in 1801 op basis van het Griekse κροκόδειλος, 'steenworm'. Oorspronkelijk werd de wetenschappelijke naam Crocodylus natans gebruikt, maar deze naam werd verworpen. De zeekrokodil moet niet verward worden met de uitgestorven familie der Metriorhynchidae, die ook wel met zeekrokodillen worden aangeduid. Deze krokodilachtigen hadden peddelachtige poten en een vin op de staart. Deze dieren waren niet nauw verwant met de zeekrokodil.
In Nederlandstalige literatuur uit medio de 20e eeuw wordt de zeekrokodil ook wel aangeduid met de namen kamkrokodil en deltakrokodil genoemd. Daarnaast bestaat ook de naam zoutwaterkrokodil in analogie met bepaalde anderstalige benamingen van de zeekrokodil, zoals het Engelse "saltwater crocodile" of het Duitse "Salzwasserkrokodil".
De soortaanduiding porosus betekent vrij vertaald 'voorzien van bulten' en slaat op de verharde delen van de huid.
Er worden tegenwoordig geen ondersoorten erkend. Vroeger werd Crocodylus raninus als een ondersoort beschouwd (Crocodylus porosus raninus) en later werd deze krokodil als een volwaardige soort gezien. Dit wordt echter beschouwd als verouderd.

## Uiterlijke kenmerken
De zeekrokodil is de grootste vertegenwoordiger van de nog levende krokodilachtigen (orde Crocodylidae) en daarmee het grootste nog levende reptiel. Een volwassen mannetje kan een lengte van meer dan zeven meter bereiken. In Nationaal Park Bhitarkanika (India), is in 2006 de tot dan toe grootste zeekrokodil ooit gevangen. Het dier mat ongeveer 7 meter, inclusief de staart.
Er is een melding van een exemplaar van rond de tien meter, dat echter nooit gezien is. De lengte van dit exemplaar is herleid van een pootafdruk. Toen de schedel van een tien meter lang gewaand exemplaar werd geanalyseerd, bleek de lengte ongeveer de helft korter dan het zou moeten zijn. De meeste mannelijke exemplaren zijn ongeveer vier tot vijf meter lang, de vrouwtjes blijven met twee tot drie meter aanmerkelijk kleiner. Het gewicht van een vijf meter lang exemplaar kan meer dan 500 kilo bedragen. Oudere mannetjes van meer dan zes meter zijn tussen de 1000 en 1200 kilo zwaar. Hiermee is de zeekrokodil niet het langste reptiel ter wereld, want sommige slangen worden nog langer, maar wel het zwaarste.
De zeekrokodil heeft een relatief grote kop en zware kaken. Andere kenmerken zijn de flankschubben, die ovaler van vorm zijn dan bij andere krokodillen, en de osteodermen, die alleen op de rug en een klein deel van de bovenzijde van de nek aanwezig zijn. Hierdoor is het vel zeer geschikt voor de fabricage van krokodillenleer. Het lijf is gestroomlijnder in vergelijking met andere soorten. De zeekrokodil is ook wat sterker aan het water aangepast.
Achter de ogen bevinden zich twee benige opstaande randen, die met de jaren duidelijker zichtbaar worden. De zeekrokodil heeft 64 tot 68 tanden, 4 of soms 5 rijen vooraan in de bovenkaak (premaxillair), 13 of 14 rijen tanden in de bovenkaak (maxillair) en een vast aantal van 15 rijen tanden in de onderkaak.
De zoutwaterkrokodil heeft klieren in zijn tong die een teveel aan zout voorkomen.
De jonge dieren zijn lichtbruin van kleur, met een sterk gebandeerde staart. De bandering vervaagt na een aantal jaren, maar blijft altijd zichtbaar, ook bij volwassen exemplaren. De kleur wordt ook donkerder, hoewel het vel van veel volwassen dieren met name door modder en aangegroeide algen gekleurd wordt. Van sommige locaties zijn veel lichtere exemplaren bekend en ook een meer zwarte kleur komt soms voor.

## Verspreiding en habitat

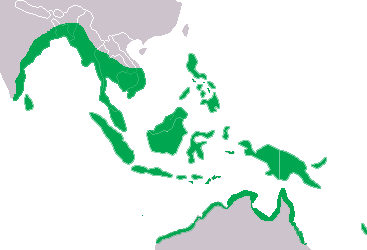
Verspreidingsgebied in het groen.

De zeekrokodil komt voor in delen van Australië en Azië. Binnen Australië is de soort te vinden in de staten Noordelijk Territorium, Queensland en West-Australië, echter alleen in het uiterste noorden van de staten. In Azië is de krokodil bekend uit de landen Bangladesh, Brunei, Cambodja, China, op de Filipijnen, in India, Indonesië (Kalimantan, Sulawesi, Flores, Molukken, Papoea, Sumatra, Java, Bali en Lombok), Maleisië, Myanmar, Palau, Papoea-Nieuw-Guinea, op de Salomonseilanden, in Singapore, Sri Lanka, Thailand, Vanuatu en Vietnam. Soms worden afgedwaalde exemplaren elders gevonden, zoals in Japan. Op de Seychellen en in Singapore is de zeekrokodil uitgestorven. In Thailand zijn vermoedelijk populaties uitgestorven. Het relatief grote geografische leefgebied is te danken aan het feit dat de krokodil zich over zee kan verspreiden.
De habitat bestaat uit meestal modderige, troebele wateren aan de kust, zoals riviermondingen, moerassen en modderstranden. Voor hun voortbeweging rekenen ze gedeeltelijk op de stromingen De soort is aangetroffen van zeeniveau tot op een hoogte van ongeveer 500 meter boven zeeniveau.
Net als alle echte krokodillen (Crocodylidae) hebben zeekrokodillen een hoge tolerantie voor zout water, waardoor ze ook in brak water en in de zee kunnen worden aangetroffen. Meestal blijven ze dicht bij de kust, maar grotere exemplaren worden regelmatig ook op volle zee aangetroffen. Sommige dieren hebben mariene aangroeiingen zoals zeepokken op het lijf.

## Voedsel

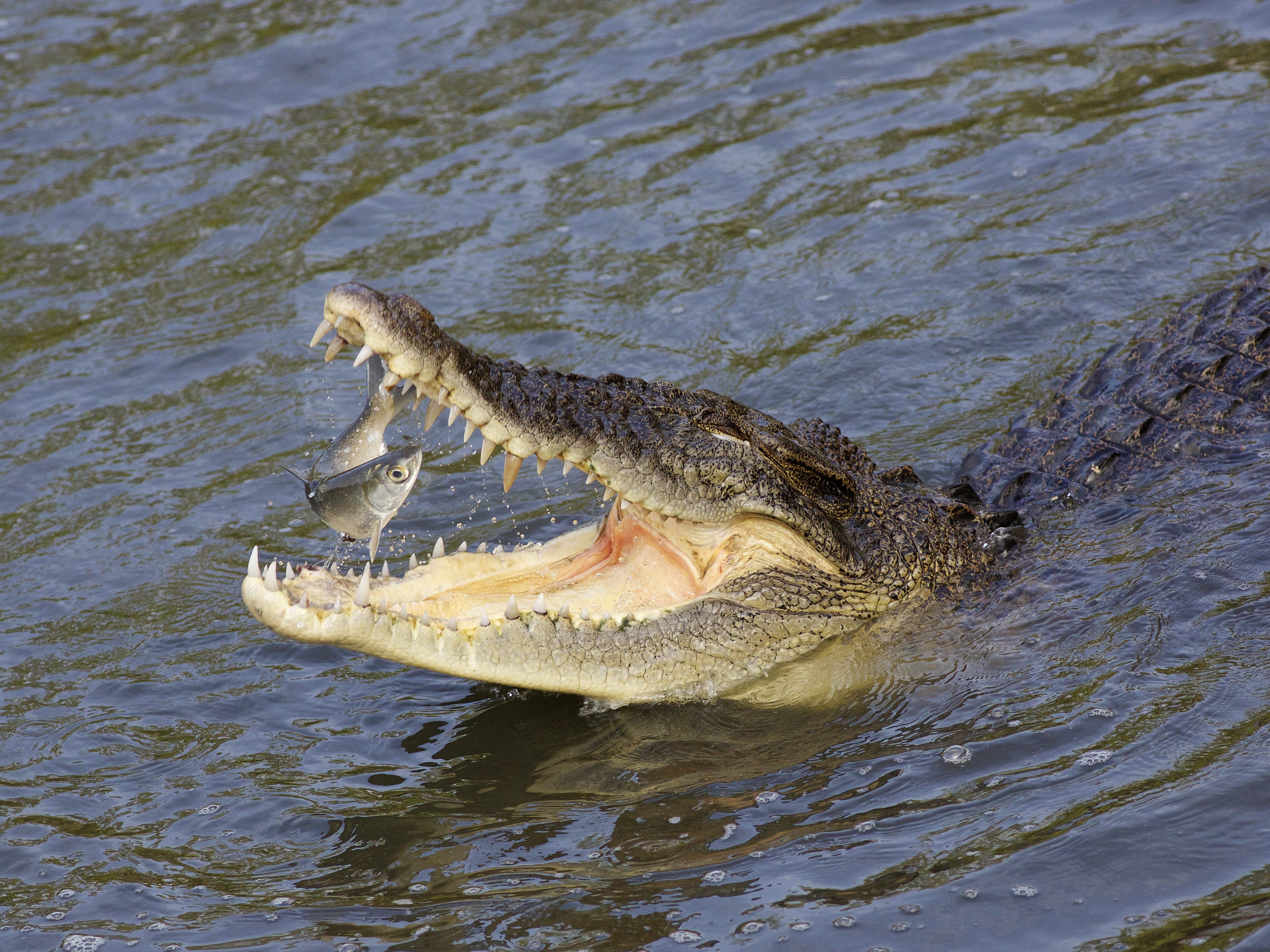
Exemplaar met een buitgemaakte vis.

Op het menu van de jonge dieren staan ongewervelde dieren zoals insecten en kreeftachtigen, en kleine gewervelden als amfibieën, reptielen en zoogdieren. Grotere exemplaren schakelen over op grotere prooien zoals grote vissen, vogels en andere gewervelden. Slechts af en toe wordt een heel grote prooi gegrepen. Dit kan uiteenlopen van buffels, apen en gedomesticeerd vee tot haaien. Ook mensen worden soms aangevallen. Bij veel moderne krokodilachtigen wordt de agressiviteit jegens mensen overdreven, maar de zeekrokodil wordt terecht als een van de gevaarlijke soorten beschouwd, omdat jaarlijks een aantal mensen wordt aangevallen en gedood. De meeste menselijke slachtoffers waren onoplettend, bijvoorbeeld feestende jongeren onder invloed van alcohol, of onwetende toeristen die wateren betraden om te zwemmen.

## Voortplanting en ontwikkeling

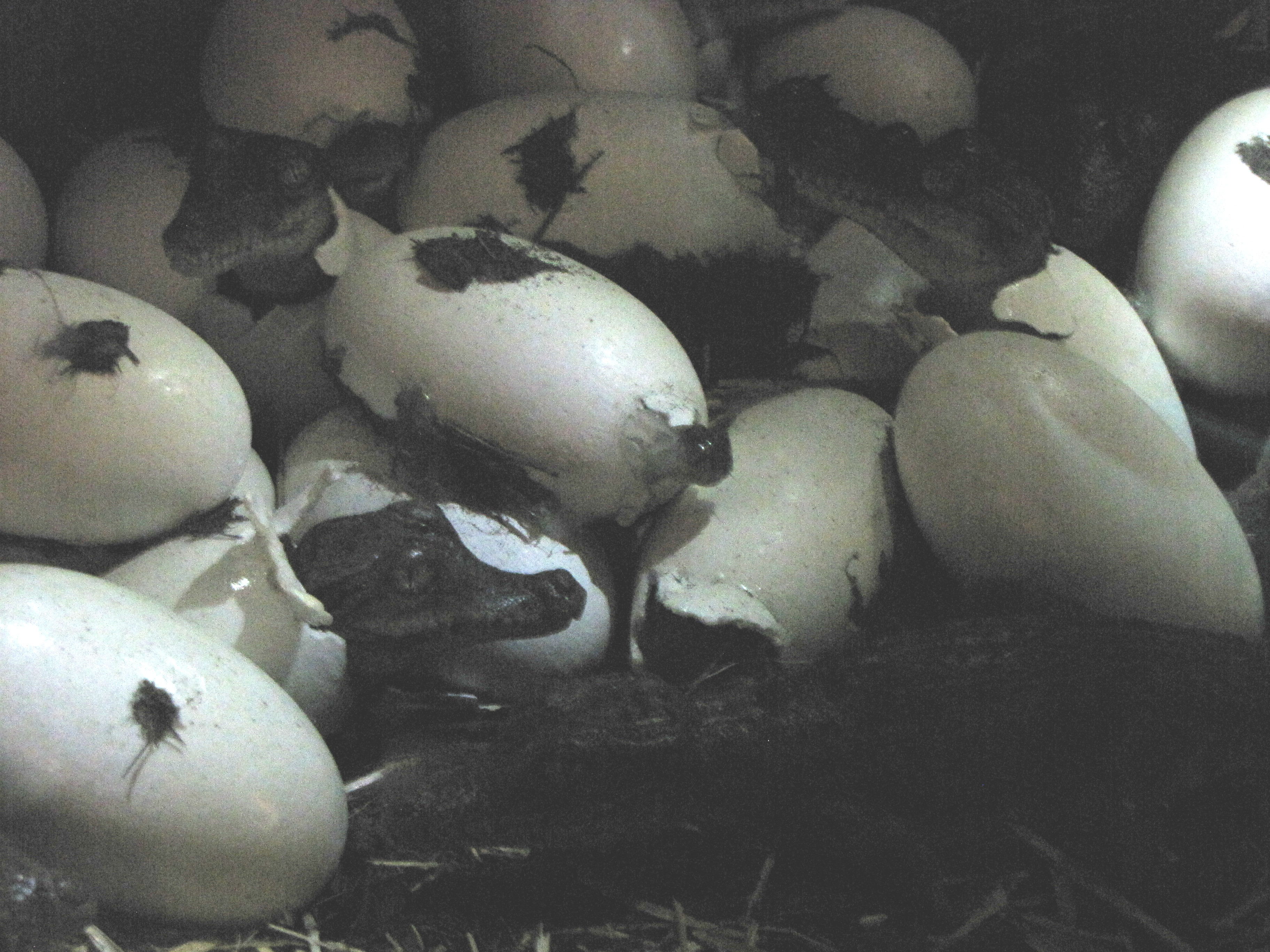
De juvenielen sluipen uit de eieren.

De vrouwtjes zijn seksueel volwassen bij een leeftijd van ongeveer 10 tot 12 jaar en een lengte van ongeveer 2,2 tot 2,5 meter, mannetjes bij ongeveer 16 jaar en een lengte van 3,2 meter. Het uit bladeren en modder bestaande nest wordt langs oppervlaktewateren met zoet water gebouwd.

### Eieren
De eieren worden dicht bij het water begraven, zodat de moeder ze beter kan bewaken en de jongen na het uitkomen sneller naar het water kunnen kruipen. Er worden ongeveer 25 tot 90 eitjes afgezet, meestal 40 tot 60, die na 80 tot 90 dagen uitkomen. De  incubatietijd is afhankelijk van de temperatuur. Als deze constant 32 graden is duurt de ontwikkeling 80 dagen. Hoe lager de temperatuur, hoe langer de embryonale ontwikkeling duurt. Zoals bij alle krokodilachtigen wordt het geslacht niet bepaald door geslachtschromosomen maar door de temperatuur in het ei. Als deze ongeveer 31,6 graden is, zal een groter aantal mannetjes worden geboren. Bij een hogere of lagere temperatuur komen meer vrouwtjes uit het ei.
Het grootste deel van de eitjes verdrinkt door overstromingen of wordt opgegeten door varanen, wilde varkens en andere dieren die de nesten opgraven. Het nest kan ook uitdrogen, waardoor de jongen doodgaan. Er is beschreven dat de vrouwtjes het nest nat maken door het met water uit een zelfgegraven poeltje naast het nest te besprenkelen. Dit gedrag is echter niet geheel duidelijk en dient nader te worden onderzocht. Wanneer de eitjes uitkomen, maken de jonge dieren piepgeluiden die de moeder lokken. Deze graaft de jongen uit en draagt ze in haar bek naar het water. Van de jongen bereikt minder dan een procent de volwassen leeftijd. De rest gaat dood in het ei of wordt als "juveniel" door allerlei roofdieren en zelfs door de eigen soortgenoten opgevreten (kannibalisme).
De "juvenielen" die in zoetwater opgroeien, worden door de hier broedende en erg territoriale volwassen exemplaren gedood of stroomafwaarts naar wateren met een hoger zoutgehalte of naar de kust verjaagd. Sommige populaties, zoals in Australië, zijn zo goed in aantal hersteld dat de "juvenielen" zich noodgedwongen ook verder stroomopwaarts bewegen waar de levensomstandigheden minder geschikt zijn.

## Bescherming

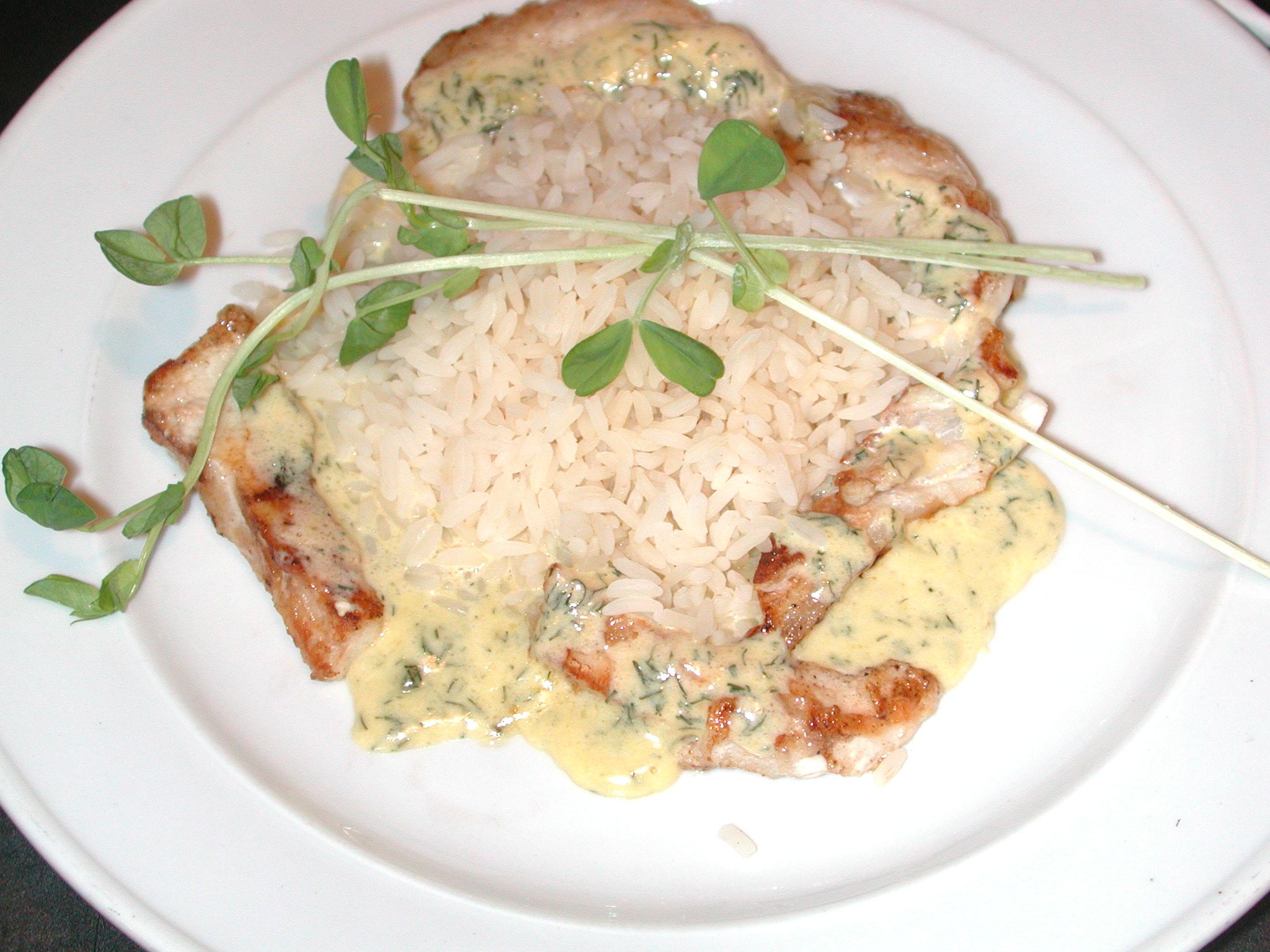
In sommige landen wordt krokodillenvlees gegeten, hier een gerecht uit Australië.

De zeekrokodil verkreeg enige bekendheid door de film Crocodile Dundee. Het is een bekende soort die veel is onderzocht. De zeekrokodil is niet sterk bedreigd. Er komen zo'n 200.000 tot 300.000 exemplaren in het wild voor. De populaties van de soort zijn echter lang niet overal stabiel. Alleen in Australië en Papoea-Nieuw-Guinea komen relatief grote aantallen voor. Wat betreft de verspreiding valt in vrijwel alle andere landen wel iets op te merken over de achteruitgang van de soort. In sommige landen waar de krokodil ooit voorkwam, is deze nu uitgestorven, zoals op de Seychellen. In Vietnam, waar ooit duizenden dieren leefden, is de populatie nu uitgedund tot ongeveer 100 exemplaren. Habitatvernietiging, jacht op de krokodil voor de fabricage van krokodillenleer en met name het gebrek aan regelgeving om deze bedreigingen te reguleren zijn de voornaamste oorzaken van de achteruitgang. Ook zijn in veel landen nog geen kweekprogramma's opgezet, die reserves aan de natuurlijke populaties kunnen toevoegen.

### Australië
De jacht op zeekrokodillen voor de huid nam sterk toe in omvang na de Tweede Wereldoorlog door de toegenomen vraag naar krokodillenleer. Begin jaren 1970 bereikte het aantal zeekrokodillen in Australië een dieptepunt. Eerder was er al werk gemaakt van wettelijke bescherming. In 1969 werd het een beschermde soort in West-Australië en in 1971 in het Northern Territory. In 1972 volgde een nationaal verbod op de export van producten gemaakt van krokodillen. In 1975 werden de zeekrokodillen door Australië opgenomen in appendix II van het CITES-verdrag en in 1979 in de strengere appendix I. Intussen was de populatie in Australië al redelijk hersteld, omdat hun leefgebied nog grotendeels intact was. In 1985 werd de zeekrokodil weer overgeheveld naar appendix II van CITES en werd internationale handel van krokodillenproducten terug mogelijk. Zoutwaterkrokodillen werden voortaan ook gefokt op farms, waarvoor ook eieren in het wild werden verzameld, en er is een beperkte jacht mogelijk.

### Beschermingsstatus
Door de internationale natuurbeschermingsorganisatie IUCN is de beschermingsstatus 'veilig' toegewezen (Least Concern of LC).